# Domitius Alexander

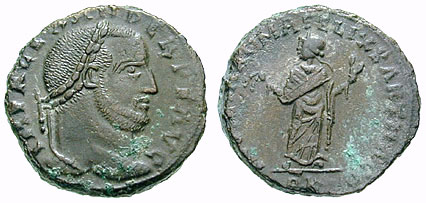
Domitius Alexander auf einem Follis

Lucius Domitius Alexander († um 310) war ein römischer Gegenkaiser in der Provinz Africa.

## Leben
Alexander war niederer Herkunft und stammte entweder aus Phrygien (so berichten die Epitome de Caesaribus und der 200 Jahre später schreibende Zosimos) oder aus Pannonien (so Aurelius Victor). Vor dem Jahr 308, als er bereits in hohem Alter stand, war er vicarius Africae (Statthalter der Provinz Africa). Er ist daher wahrscheinlich mit einem Valerius Alexander zu identifizieren, der von 303 bis 306 vicarius Africae war, und könnte bei seiner Erhebung zum Kaiser seinen Namen (in Anknüpfung an Aurelian) gewechselt haben. Ob er vorher schon ein Amt bekleidete, ist nicht mehr mit Sicherheit festzustellen. Zosimos behauptet, dass er ein unfähiger und feiger Statthalter gewesen sei, nicht in der Lage, ein Amt würdig auszufüllen.
Als Maxentius, der (Gegen-)Kaiser in Rom, Alexanders Sohn als Geisel forderte, um die Treue der afrikanischen Truppen sicherzustellen, weigerte sich Alexander, seinen Sohn auszuliefern, und ließ sich selbst zum Augustus proklamieren. Wann genau dies geschah, ist nicht mehr mit Sicherheit festzustellen. Nahe liegt eine Datierung auf 308/309, nachdem Maxentius auf einer Kaiserkonferenz in Carnuntum nicht als legitimer Kaiser anerkannt worden war. Rom war von den afrikanischen Getreidelieferungen abhängig, sodass die Usurpation offenbar zu Unruhen in der stadtrömischen Bevölkerung führte. So musste Maxentius schnell reagieren, zumal Alexander sich möglicherweise auf ein Bündnis mit seinem Rivalen Konstantin stützen konnte. Um 309/10 schickte Maxentius seine Präfekten Rufius Volusianus und Zenas mit einer kleinen Streitmacht nach Africa, wo sie einen raschen Sieg gegen Alexander erfochten. Der Usurpator wurde gefangen genommen und wenig später hingerichtet.